# 과학산업박물관 (시카고)

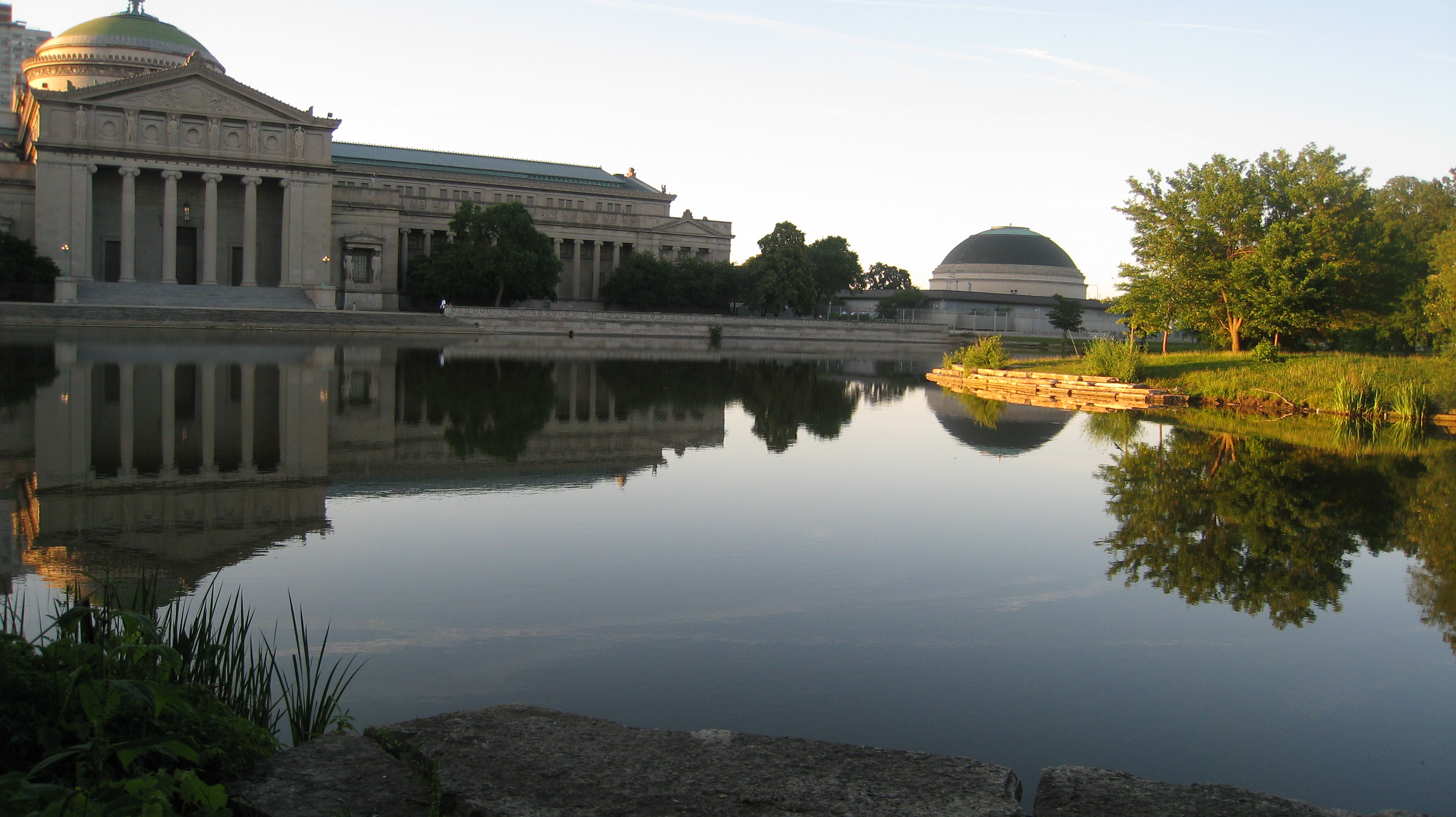
과학 산업 박물관

과학 산업 박물관(영어: Museum of Science and Industry)은 미국 일리노이주 시카고에 있는 박물관이다. 미시간호 근처 하이드파크 지역에 있는 잭슨 공원 내에 소재한다. 건물은 1893년 시카고 만국 박람회에서 팰리스 오브 파인 아츠(Palace of Fine Arts로 쓰인 건물이다. 줄리어스 로젠월드의 기증을 바탕으로 1933년 시카고 만국 박람회 기간 동안 개관했다. 2007년 입장객 수는 시카고의 문화 시설에서 두 번째로 높다. 1998년 이후 관장은 데이비드 R. 모세나이다.

## 주요 전시
특별전
- CSI: The Experience
- Robots Like Us
- City of the Future
- Canstruction
- Star Wars: Where Science Meets Imagination
- The Glass Experience
- 타이타닉 특별전 (Titanic : The Exhibition) - 2000년
- 인체의 세계 (Gunther von Hagens' Body Worlds) - 2005년
- 레오나르도 다 빈치 (Leonardo Da Vinci: Man, Inventor, Genius) - 2006년
- 스마트 홈 (Smart Home: Green + Wired) - 2009년, 2010년
- 해리 포터 특별전 (Harry Potter: The Exhibition) - 2009년